# Condensazione di Stobbe
La condensazione di Stobbe è una reazione organica in cui classicamente un diestere di un acido bicarbossilico reagisce con un aril-chetone o aldeide aromatica producendo un nuovo estere monoacido che presenta doppio legame.
Una base forte, quale litio t-butossido o idruro di sodio, reagisce inizialmente con un estere di un acido bicarbossilico strappando un α-idrogeno acido adiacente al gruppo estereo. In tal modo si forma un carbanione stabile che reagisce con un carbonio con carica parziale positiva, quale quello di un gruppo carbonilico o aldeidico. Si ottiene dapprima un intermedio anionico e successivamente, per un ulteriore attacco nucleofilo stavolta intermolecolare, un derivato estere ciclico (lattone). Per rottura di tale particolare legame estereo si ottiene il composto finale insaturo in cui il doppio legame presenta, stereoselettivamente, isomeria (E) indipendentemente dai sostituenti presenti nell'anello aromatico.
Prende il nome dal chimico tedesco Johann Stobbe.